# Monacobreen
Le Monacobreen (littéralement en français « glacier de Monaco ») est un glacier de la terre de Haakon VII au Spitzberg dans le Svalbard. 

## Toponymie
Il a été nommé en l'honneur du prince Albert Ier de Monaco qui a exploré la région avec Gunnar Isachsen en 1906 et 1907.

## Géographie
Il débouche dans le Liefdefjorden et mesure environ 40 km de longueur, sur une superficie mesurée en 1993 de 408 km2.
L'épaisseur de la glace est estimée à 225 mètres. Comme tous les glaciers du Svalbard, le Monacobreen a perdu de sa substance depuis le petit âge glaciaire ; entre 1966 et 1990 l'extrémité du glacier a reculé d'environ un kilomètre.